# Phenacodontidae
Los fenacodóntidos son una familia extinta de grandes herbívoros mamíferos del  orden de los condilartros.
La dentadura muestra que especies como el Pleuraspidotherium y sus familiares fueron probablemente acuáticos.